# Paolo Doni
Paolo Doni (Genova, 6 novembre 1965) è un ex calciatore italiano, di ruolo difensore.

## Caratteristiche tecniche
Giocava come stopper, ruolo in cui sfruttava le sue doti di tempismo l'abilità nel gioco aereo.

## Carriera
Cresciuto nelle giovanili del Genoa, debutta in campionato giocando la stagione 1984-1985 in prestito all'Imperia, con cui non evita la retrocessione nel Campionato Interregionale. Doni viene quindi ingaggiato dalla SPAL, con cui disputa da titolare due campionati di Serie C1 e attira l'attenzione del Messina, che lo acquista per la stagione 1987-1988. Disputa tre stagioni in cadetteria con la maglia peloritana, mettendo anche a segno il gol decisivo nello spareggio-salvezza contro il Monza nella stagione 1989-1990.
Dopo lo spareggio, si trasferisce al Piacenza, insieme al compagno di squadra Guido Di Fabio. In Emilia vince il campionato di Serie C1 1990-1991 e conquista la salvezza nel successivo torneo di Serie B, al termine del quale non viene riconfermato. Rimasto senza contratto, nel gennaio 1993 si accasa alla Massese con cui disputa quattro campionati tra Serie C1 e Serie C2. L'ultima esperienza tra i professionisti è con il Viareggio, con cui ottiene la salvezzanel campionato di Serie C2 1997-1998.
Prosegue l'attività in diverse squadre dilettantistiche tra Liguria e Piemonte: nel 1998 passa alla Sestrese, nel Campionato Nazionale Dilettanti. Nel gennaio 2000 si trasferisce all'Entella, di cui diventa anche capitano e successivamente allenatore nell'aprile dello stesso anno. Chiude la carriera nella stagione 2000-2001, con la Gaviese, della quale è ancora capitano; nel corso dello spareggio salvezza contro la Moncalvese entra in coma per un trauma cranico causato da uno scontro di gioco, riprendendosi alcuni giorni più tardi.
In totale conta 120 presenze e 3 reti in Serie B con le maglie di Messina e Piacenza.

## Palmarès
- Campionato italiano Serie C1: 1

Piacenza: 1990-1991